# Robert Guéï
Robert Guéï (Kabakouma, 16 de março de 1941 – Abidjã, 19 de setembro de 2002) foi um militar e político marfinense que serviu como o 3.º presidente da Costa do Marfim durante um breve período entre os anos de 1999 e 2000.

## Carreira militar
Nascido em Kabakouma, uma aldeia situada no departamento de Man, no oeste da atual Costa do Marfim, Guéï foi treinado numa escola militar de Ouagadougou, em Burkina Faso (na época, Alto Volta) e, posteriormente, na Escola Militar Especial de Saint-Cyr, na França. Apoiava com frequência o então presidente marfinense Félix Houphouët-Boigny, o qual nomeou-o chefe do Exército após um motim.
Com a morte de Boigny em 1993, manteve distância considerável do novo chefe de estado, Henri Konan Bédié. Após negar-se em mobilizar suas tropas para resolver uma luta política entre Bédié e o líder da oposição Alassane Ouattara, Guéï teve que deixar o Exército em outubro de 1995. Foi nomeado ministro em seguida, porém foi afastado em agosto de 1996, e expulso do Exército no ano seguinte.

## Carreira política
Na véspera do Natal de 1999, Bédié foi deposto num Golpe de Estado, que embora não fosse liderado por Guéï, o alçou para a presidência da Costa do Marfim. Nas Eleições Presidenciais realizadas em outubro de 2000, o general foi derrotado por Laurent Gbagbo, mas não reconheceu a derrota nas urnas.
Foi assassinado durante uma insurreição armada, em 19 de setembro de 2002, nas proximidades de Abidjan. Além dele, sua esposa, outros membros de sua família e o Ministro do Interior, Émile Boga Doudou, também foram executados. O corpo ficou durante quase 4 anos em um necrotério, e foi sepultado em 18 de agosto de 2006.